# كندة كندي
كندة كندي هي قرية في مقاطعة مشكين شهر، إيران. يقدر عدد سكانها بـ 342 نسمة بحسب إحصاء 2016.